# Parroquia San Bartolomé Apóstol
La Parroquia San Bartolomé Apóstol, es una iglesia católica en el distrito de Barva del cantón de Barva, Heredia, Costa Rica. La primera iglesia se estableció entre 1568 y 1575, una construcción de adobe y techo de paja, y se dedicó a San Bartolomé Apóstol; se rumorea que se construyó sobre un cementerio indígena, ya que se han extraído numerosos objetos fabricados por los nativo americanos.
En 1613 se estableció una misión y un convento franciscano más permanente para convertir a los nativos de Cot, Quircot y Tobosi; en este momento, la iglesia fue re-dedicada a la Asunción de la Virgen María, quién seguiría siendo su patrona hasta 1888.
En 1681, el gobernador Miguel Gómez de Lara y Brocal inició un nuevo templo, también de adobe, que fue terminado en 1693. Los doctrineros franciscanos que estuvieron en Barva a principios del siglo XVIII, fueron los frailes Fernando Ortiz, Antonio Agüero y Francisco Guidiño. El 15 de febrero de 1772, un terremoto destruyó el convento y dañó gravemente la antigua iglesia; sin embargo, permaneció al norte de la ubicación del templo actual.
En 1793, a Barva le fue otorgado el rango de parroquia independiente. La construcción del templo actual se inició el 9 de febrero de 1867, con la primera piedra colocada por Monseñor Anselmo Llorente y La Fuente, primer obispo de Costa Rica; sin embargo, la construcción se detuvo debido a que colapsó en un terremoto, el 12 de diciembre de 1888, luego de este acontecimiento volvió a dedicarse a San Bartolomé.
El templo fue finalmente consagrado el 11 de agosto de 1893 por Monseñor Bernardo Augusto Thiel, el segundo obispo de Costa Rica, nacido en Alemania.
Cada año, el 24 de agosto, la gente del pueblo tiene una celebración dedicada a San Bartolomé , y el punto culminante de la celebración es la singular mascarada, donde la gente sale con máscaras y golpea a otros con vejigas de cerdo y de vaca.
Actualmente es sufragánea de la Arquidiócesis de San José, de la Provincia eclesiástica de Costa Rica.
Es el único templo en el Valle Central de diseño neoclásico académico y fue declarado Patrimonio Histórico Arquitectónico Nacional en el 2000.